# Campeonato Sueco de Hóquei no Gelo de 2016–17

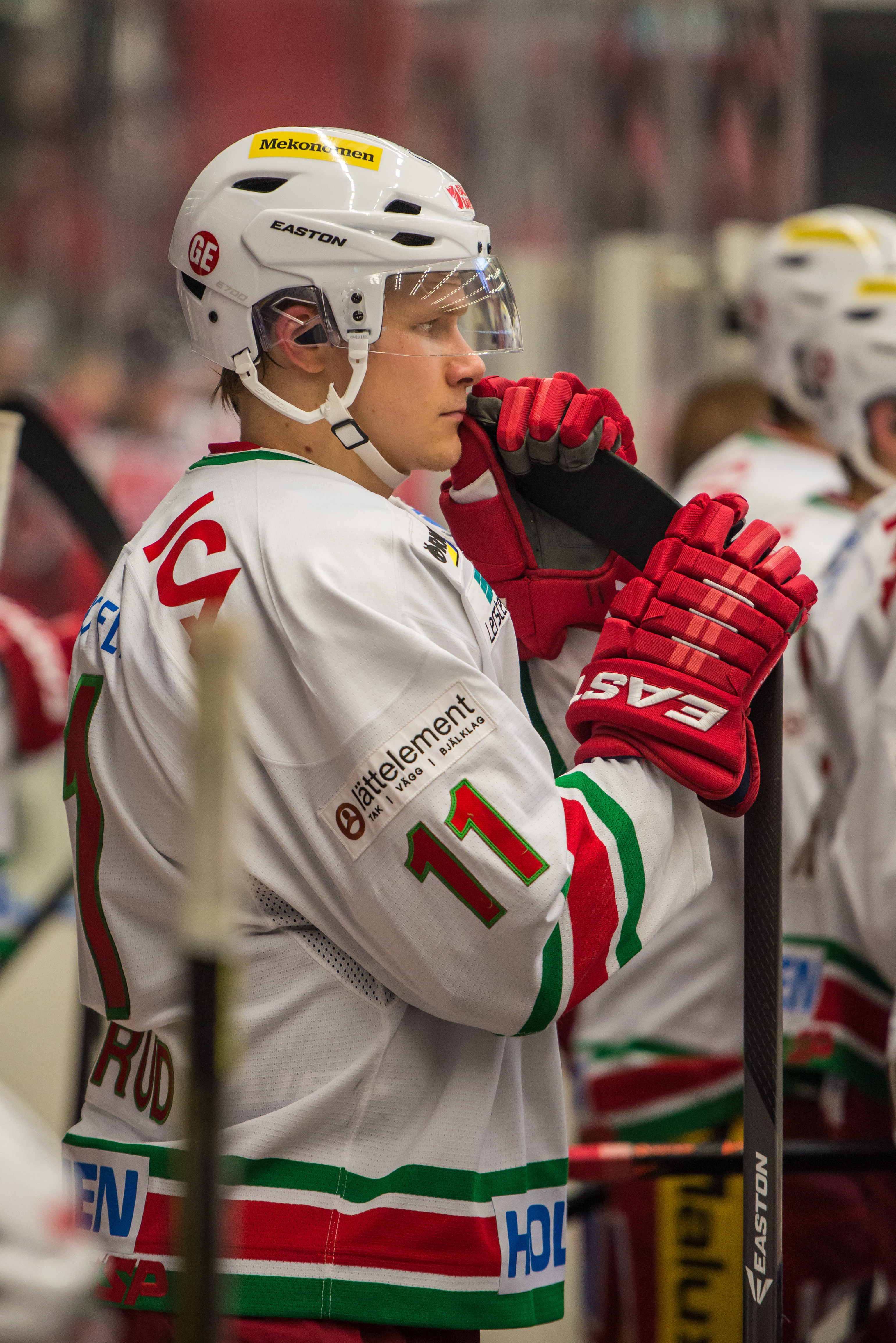
Simon Önerud do HV71 decidiu o campeonato.

O Campeonato sueco de hóquei no gelo de 2016-17 foi a 42.a edição desta competição, decorrida entre setembro de 2016 e abril de 2017. Contou com a participação de 14 clubes.
Terminou com a vitória do HV71 de Jönköping, que assim conquistou este título pela segunda vez, depois de ter vencido o Brynäs IF, na série final.

## Clubes participantes
Nesta edição do campeonato, participaram os seguintes clubes:
- Brynäs IF
- Djurgården Hockey
- Färjestads BK
- Frölunda HC
- HV71
- Karlskrona HK
- Leksands IF
- Linköpings HC
- Luleå HF
- Malmö Redhawks
- Örebro HK
- Rögle BK
- Skellefteå AIK
- Växjö Lakers Hockey